# Potamogene Küstenformen
Als potamogene Küstenformen werden nach Küstenklassifikation von Hartmut Valentin (1923–1977) anorganisch gestaltete, aufgebaute Küsten bezeichnet, die durch Flüsse geformt werden, wie zum Beispiel Schwemmlandküsten und Deltas.